# Musée Hansi de Colmar
Le musée Hansi est un musée consacré à l'artiste illustrateur Hansi, de son vrai nom Jean-Jacques Waltz.

## Localisation
Le musée est situé 28 rue des Têtes à Colmar. Un autre musée "La maison de Hansi" est également présent à Riquewihr.

## Historique
Le bâtiment qui accueille le musée est une ancienne librairie.

## Collections
Il abrite 700 œuvres de l'artiste, exposées sur une surface de 250 m2.